# Bistum Osogbo
Das Bistum Osogbo (lat.: Dioecesis Osogboanus) ist eine in Nigeria gelegene römisch-katholische Diözese mit Sitz in Oshogbo.

## Geschichte
Das Bistum Osogbo wurde am 3. März 1995 durch Papst Johannes Paul II. mit der Apostolischen Konstitution Ad aptius aus Gebietsabtretungen des Bistums Oyo errichtet und dem Erzbistum Ibadan als Suffraganbistum unterstellt.

## Bischöfe von Osogbo
- Gabriel ’Leke Abegunrin, 1995–2013, dann Erzbischof von Ibadan
- John Akin Oyejola, seit 2016